# 調布市
調布市（日语：／ Chōfu shi */?），日本東京都多摩地區東部行政區，南與神奈川縣接壤，多摩川流經其南邊的邊境。當地人口在東京都內位居第五，僅次於東京23區、八王子市、町田市和府中市。根據2010年日本國勢調査，調布市往東京都特別區部的通勤率達41.4%。調布市的地名源自於古時租庸調的調與上繳特產物作為稅金的布。當地有時會與東京的高級住宅區田園調布混淆，但田園調布其實位於大田區。
兩支日本職業足球聯賽球會—FC東京及東京綠茵的主場位於調布市，兩隊同時共用東京体育场（又名味之素球場）為球隊主場。

## 地理

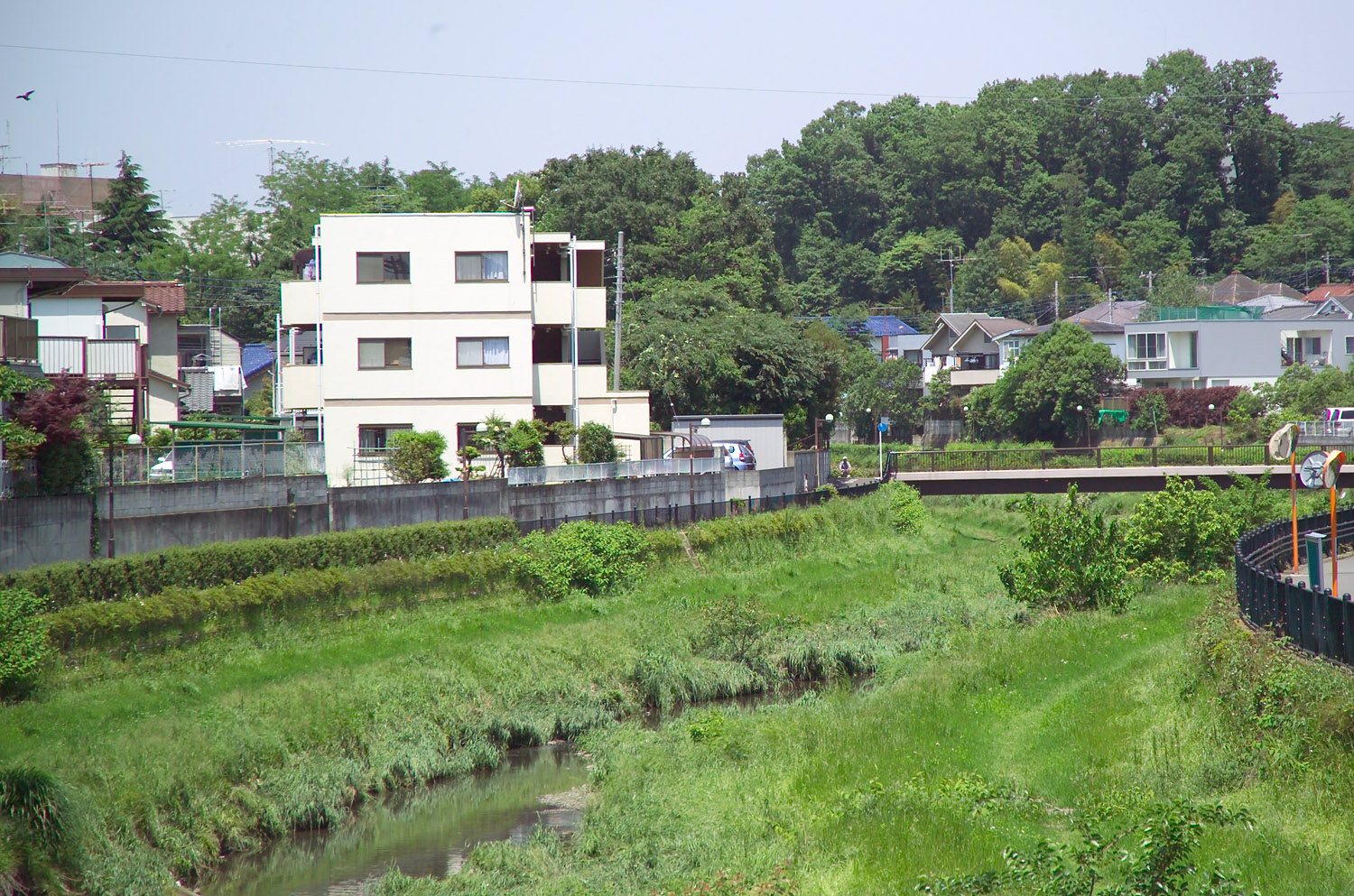
野川

調布市位於多摩地區東端，是鄰接區部的5市之一。當地距離都心約20公里。地質學上由武藏野台地與多摩川低地組成，武藏野台地部分可再細分為武藏野II面與立川I面。武蔵野II面與立川I面之間以國分寺崖線為界，立川I面與多摩川低地之間以府中崖線為界。國分寺崖線高約12公尺。

### 市域形狀
本市市域酷似自由女神像，西北部是拿著火炬的右手，深大寺地區為頭部，東北部則是拿著獨立宣言的左手。

### 鄰接自治體、行政區
- 東京都：三鷹市、府中市、小金井市、狛江市、稻城市、世田谷區
- 神奈川縣：川崎市（多摩區）

### 河川
- 多摩川 - 流經本市南界，北岸已鋪設自行車道。多摩川原橋（日语：多摩川原橋）是市內唯一橫跨多摩川的橋梁，對岸的JR南武線矢野口站一帶屬東京都稻城市，其東側則是神奈川縣川崎市。
- 野川（日语：野川 (東京都)） - 西北往東南流經市內。兩側已鋪設自行車道，河岸種植植被為市區點綴綠意。
- 仙川（日语：仙川） - 市東北部綠丘與仙川町交界，流向世田谷區。
- 入間川（日语：入間川 (多摩川水系)） - 上游已暗渠化，現在起點在杜鵑丘（つつじが丘）甲州街道交叉點。入間町狛江Hightown（狛江ハイタウン）前匯入野川。
- 根川 - 出於染地小附近，沿多摩川住宅外圍流向狛江市。
- 府中用水 - 大多已暗渠化，出於飛田給小附近，日活攝影所前匯入多摩川。

## 歷史

### 年表
- 1889年 - 上石原村、飛田給村等合併為調布町，深大寺村、金子村等合併為神代村（日语：神代村）。
- 1893年4月1日 - 三多摩地區由神奈川縣劃入東京府。
- 52年11月3日 - 神代村施行町制，為神代町（日语：神代町）。
- 1955年4月1日 - 調布町（日语：調布町）與神代町合併，施行市制。

### 舊石器時代
此地自舊石器時代起就有人類居住。此時期的遺跡有野川遺跡、飛田給北遺跡、野水遺跡、仙川遺跡、入間町城山遺跡，大部分位在野川與仙川旁的崖線上。

### 繩文時代
市內有許多大型繩文時代遺跡，如入間町城山遺跡、蛇久保遺跡、東原遺跡、原山遺跡、飛田給遺跡等，皆屬繩文中期的遺蹟。繩文晩期的下布田遺跡曾出土被指定為國家重要文化財的土製耳飾（由江戶東京建物園保管）。

### 彌生時代
彌生時代，野川與仙川旁的低濕地已有小規模水田，聚落座落於崖線上。主要遺跡有深大寺城山遺跡、染地遺跡、入間町城山遺跡。

### 古墳時代
5世紀中至7世紀，市域內建造數座古墳，且大半為圓墳。代表的古墳群有下布田古墳群、上布田古墳群、國領南古墳群、飛田給古墳群。現在已確認的古墳有23座。但大半古墳的墳丘部已崩塌，多數石室與濠已消失。
古墳時代末期，崖線周邊出現橫穴墓。集中於野川旁深大寺附近與入間町的蟹澤（御塔坂橫穴墓群、上野原橫穴墓群、蟹澤橫穴墓群）。此時的聚落基本上接近與彌生以前的聚落地點。代表的聚落遺跡有深大寺城山遺跡、蛇久保遺跡、上給遺跡、染地遺跡、飛田給遺跡、上石原遺跡。

### 奈良時代
奈良時代，市域屬武藏國多麻郡。由於鄰近位於府中市的國府，有部分國府官人定居於此。主要遺跡有飛田給遺跡、上石原遺跡、下石原遺跡、上布田遺跡、染地遺跡等，其中上布田遺跡與染地遺跡曾出土高價裝飾品。染地遺跡曾發現軒丸瓦、綠柚陶器等，可能是郡衙所在地。
入間町城山遺跡曾挖掘出寫有「高大寺」的土器，認為此時佛教已傳到此地。深大寺的銅造釋迦如來倚像（國家重要文化財）建於7世紀。

### 平安時代
平安時代，此地是武藏七黨中西黨的狛江氏、村山黨的金子氏活動範圍。狛江氏宅邸推測在現在晃華學園內、在平成6年（1994年）的考古发掘中，宅邸周围发现了被认为是环绕宅邸壕沟的遗迹。另一方面，舊金子村（現在杜鵑丘1丁目、2丁目、3丁目）也被認為是金子氏領地。

### 鎌倉時代
鎌倉時代，本市所在的武藏國屬鎌倉幕府直轄地「關東御分國」。

### 戰國時代
1537年，與後北條氏對峙的上杉朝定建築深大寺城，但之後朝定根據地遭到後北條氏突襲戰敗。之後市域分予中條出羽守、太田康資（太田道灌曾孫）、太田大膳亮等後北條氏家臣。

## 人口
| 調布市人口分布圖 |                                               |  |
| 調布市與日本全國年齡別人口分布比較圖 （2005年資料） | 調布市的年齡、男女別人口分布圖 （2005年資料） |  |
| ■紫色是調布市 ■綠色是全国 | ■藍色是男性 ■紅色是女性                       |  |
| 調布市人口變化 \| 1970年 \| 157,488人 \| \| \| 1975年 \| 175,924人 \| \| \| 1980年 \| 180,548人 \| \| \| 1985年 \| 191,071人 \| \| \| 1990年 \| 197,677人 \| \| \| 1995年 \| 198,574人 \| \| \| 2000年 \| 204,759人 \| \| \| 2005年 \| 216,119人 \| \| \| 2010年 \| 223,593人 \| \| \| 2015年 \| 229,061人 \| \| \| 2020年 \| 242,614人 \| \| |                                               |  |
| 資料來源：日本總務省統計中心提供之人口普查數據 |                                               |  |
| 1970年 | 157,488人                                     |  |
| 1975年 | 175,924人                                     |  |
| 1980年 | 180,548人                                     |  |
| 1985年 | 191,071人                                     |  |
| 1990年 | 197,677人                                     |  |
| 1995年 | 198,574人                                     |  |
| 2000年 | 204,759人                                     |  |
| 2005年 | 216,119人                                     |  |
| 2010年 | 223,593人                                     |  |
| 2015年 | 229,061人                                     |  |
| 2020年 | 242,614人                                     |  |

### 日夜間人口
2005年夜間人口有215,809人，日間活動人口有186,275人，為夜間人口的0.863倍。市內往市外的通勤者達65,616人，市外往市內的通勤者僅37,266人。市外往市內的通學生有9,592人，而市內往市外的通學生有10,776人。

## 地域

### 調布地區
- 八雲台一、二丁目
- 調布丘（調布ケ丘）一 - 四丁目 - 國立大學法人電氣通信大學所在地。
- 國領町一 - 八丁目
- 染地一 - 三丁目
- 布田一 - 六丁目
- 多摩川一 - 七丁目
- 小島町一 - 三丁目
- 野水一、二丁目 - 市域西北端。主要設施有都立野川公園、二枚橋清掃工場（跡）、美國學校等。住戶稀少。
- 西町 - 有機場、味之素球場、都立武藏野之森公園等設施。住戶稀少。
- 富士見町一 - 四丁目
- 下石原一 - 三丁目
- 上石原一 - 三丁目
- 飛田給一 - 三丁目

### 神代地區

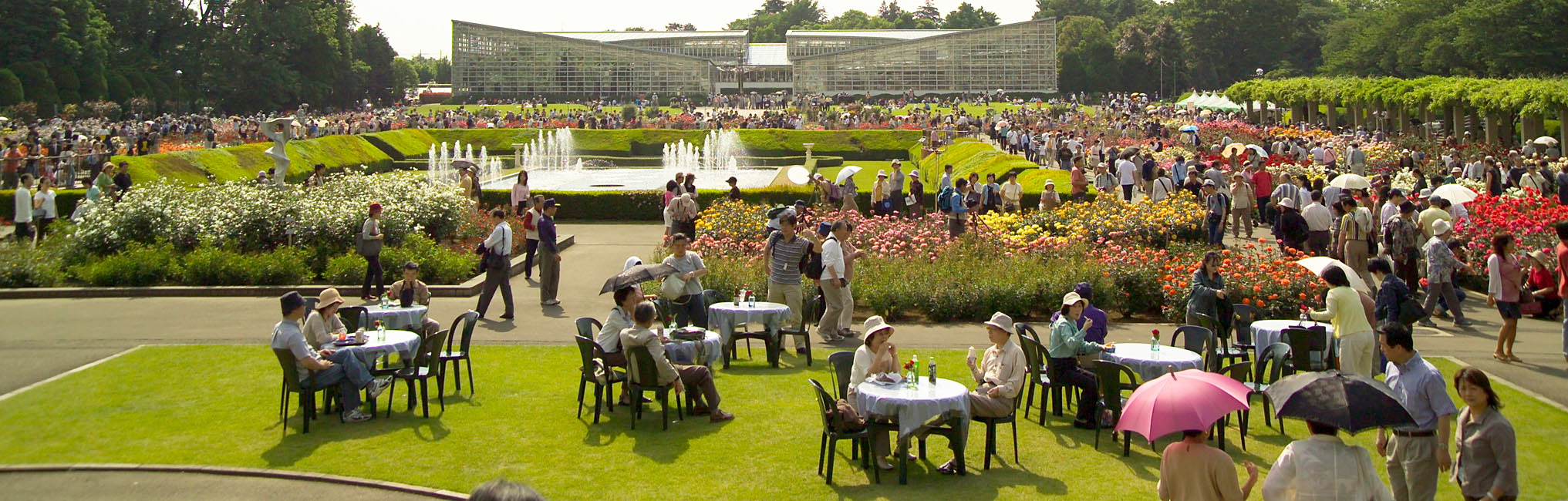
東京都立神代植物公園

- 綠丘（緑ケ丘）一、二丁目
- 仙川町一 - 三丁目
- 若葉町一 - 三丁目
- 入間町一 - 三丁目
- 東杜鵑丘（東つつじケ丘）一 - 三丁目
- 西杜鵑丘（西つつじケ丘）一 - 四丁目
- 菊野台一 - 三丁目
- 深大寺北町一 - 七丁目
- 深大寺東町一 - 八丁目
- 深大寺南町一 - 五丁目
- 柴崎一、二丁目
- 佐須町一 - 五丁目
- 深大寺元町一 - 五丁目

## 市政

### 歷代市長
- 山岡柳吉 1955年5月 - 1957年3月
- 青木貞治 1957年3月 - 1958年6月
- 竹內虎雄 1958年7月 - 1962年7月
- 本多嘉一郎（日语：本多嘉一郎） 1962年7月 - 1978年7月
- 金子佐一郎（日语：金子佐一郎） 1978年7月 - 1986年7月
- 吉尾勝征（日语：吉尾勝征）（よしおかつゆき） 1986年7月 - 2002年7月
- 長友貴樹（日语：長友貴樹）（ながともよしき） 2002年7月 -

### 廣域行政
- 東京都十一市競輪事業組合 - 八王子、武藏野、青梅、昭島、町田、小金井、小平、日野、東村山、國分寺與本市等11市舉辦京王閣競輪（日语：京王閣競輪場）。
- 東京都六市競艇事業組合（日语：東京都六市競艇事業組合） - 八王子、昭島、武藏野、町田、小金井與本市等6市舉辦江戶川競艇（日语：江戸川競艇場）。

## 市議會
- 席次：28人
- 上次選舉：2011年4月（任期至2015年5月31日）。
- 議會黨派組成：（2013年6月3日）
  - 自由民主黨創政會 - 9人
  - Challenge調布21（チャレンジ調布２１） - 7人
  - 公明黨 - 5人
  - 日本共產黨 - 3人
  - 元氣派市民會 - 1人
  - 生活者網路（日语：東京・生活者ネットワーク） - 1人
  - 戰鬥改革會（闘う改革の会） - 1人
  - 連結調布（つながる調布） - 1人

## 友好城市
- 日本长野县木島平村

## 國政、都政

### 國政
屬日本眾議院東京都第22區（三鷹、調布、狛江、稻城）。
- 2014年12月（第47屆日本眾議院議員總選舉）
  - 伊藤達也（日语：伊藤達也）（自民）

### 都政
屬北多摩3區（調布、狛江），席次2席。
- 2013年6月
  - 栗山欽行（自民）
  - 尾崎大介（民主）

## 公共機關

### 警察（警視廳）
調布警察署－管轄本市與狛江市。

### 消防（東京消防廳）
- 調布消防署
  - 杜鵑丘（つつじヶ丘）出張所
  - 國領出張所
  - 深大寺出張所

### 垃圾處理
- 富士見（ふじみ）衛生組合 - 與三鷹市合作處理不可燃垃圾。

## 交通

### 鐵路

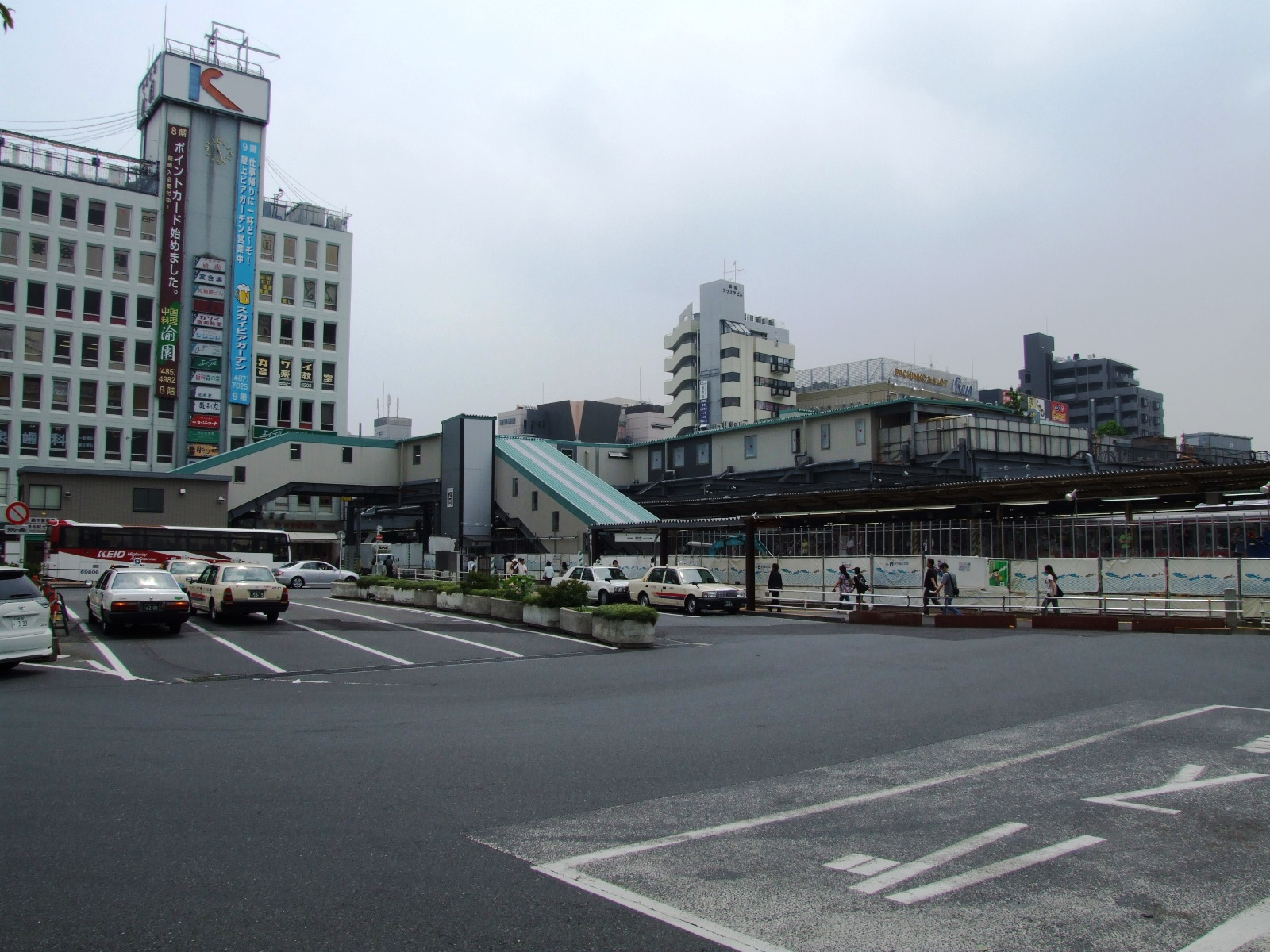
調布站（臨時站舍）

京王電鐵
- 京王線：仙川站 - 杜鵑丘站 - 柴崎站 - 國領站 - 布田站 - 調布站 - 西調布站 - 飛田給站
- 相模原線：調布站 - 京王多摩川站

此外，西武多摩川線通過本市西北部（東八道路附近）。民眾除市內車站，也可利用狛江市與世田谷區內的小田急線、三鷹市內的JR中央線、稻城市矢野口站的JR南武線。

### 巴士
巴士路線眾多，交通網發達。
- 仙川站、杜鵑丘站、國領站、調布站、京王多摩川站、飛田給站可搭乘京王巴士各社（京王巴士東、京王巴士中央、京王巴士小金井）、小田急巴士（日语：小田急バス）、東京空港交通、神奈川中央交通（日语：神奈川中央交通）等路線巴士。

#### 社區巴士
- 調布市社區巴士「調布市迷你巴士（日语：調布市ミニバス）」停靠調布站、飛田給站、仙川站。
- 鄰接的三鷹市「三鷹城市巴士（日语：みたかシティバス）」有部分路線停靠杜鵑丘站。

### 道路
- 東西向
  - 甲州街道
國道20號。橫跨市內的交通幹道，與甲州街道平行的京王線位於現在甲州街道南側。在被選為東京奧運馬拉松路線後進行整備。為避開當時市區，在越過環八後於京王線仙川站東方及野川西方（京王線柴崎站 - 國領站間）建造一條往府中市本宿町的新道路，即為現在的甲州街道，地方居民也稱之作新甲州街道或甲州街道，舊道路則稱舊甲州街道。由於京王線站間距離短、舊市區在舊甲州街道沿線，因此無路線巴士運行。
  - 舊甲州街道（日语：旧甲州街道）
東京都道119號北浦上石原線（日语：東京都道119号北浦上石原線）與東京都道229號府中調布線（日语：東京都道229号府中調布線）。位於甲州街道與京王線之間。野川西方（京王線柴崎站 - 國領站間）自甲州街道分出。江戶時代5街道之一，國領站至調布站之間為布田五宿所在，過去商業活動興盛。最近因再開發，車站附近的商業設施陸續改建為公寓，商店活動逐漸衰退。
  - 品川通（日语：品川通り）
京王線南側。過去是府中大國魂神社至品川的古道「品川道」。現在的「品川通」終點在杜鵑丘一帶。國領町伊藤洋華堂附近與狛江通的交叉點在假日常有交通堵塞的情形。
  - 佐須街道
柴崎至飛田給的古道，在江戶時代整備甲州街道以前是調布的主要道路。
  - 櫻堤通
多摩川旁。主要設施有link-ja|日活攝影所|日活撮影所}}、都立調布南高校。
  - 東八道路
東京都道14號新宿國立線。本市北端。原是為了緩解國道20號線的龐大車流而闢建的繞道，但因世田谷區的反對運動僅有部分區間通車。路寬約30公尺，因此地方居民也稱之為30m道路。
- 南北方向
  - 狛江通
國領站舊甲州街道至狛江站世田谷通。原預定通至吉祥寺通，現在僅至甲州街道。
  - 三鷹通
都道121號（日语：東京都道121号武蔵野調布線）。起於布田站前，貫穿深大寺地域至三鷹站北側的五日市街道（日语：五日市街道）。
  - 鶴川街道
都道19號（日语：東京都道・神奈川県道19号町田調布線）。町田市經川崎市麻生區等至本市甲州街道的道路。由於多砂石車，地方稱作砂石車街道（ダンプ街道）。
  - 武藏境通
都道12號（日语：東京都道12号調布田無線）。鶴川街道延長路段。舊甲州街道至中央高速。為多摩南北道路（日语：多摩南北道路）主要5路線之1。
  - 天文台通
都道123號（日语：東京都道123号境調布線）。國立天文台與機場東側往三鷹方向。
  - 大映通
角川大映攝影所附近，與京王相模原線平行。
- 其他
  - 天神通
布田天神的參道。近年打造水木茂創作的鬼太郎等妖怪紀念碑。
  - 電通大通
調布站北口至調布田無線的計畫道路，現在開通調布站北口至甲州街道（國道20號）區間。甲州街道至調布站北口站前通的汽車交通量不大，實際上成為電通大的通學路，因此電通大通成為正式暱稱。
  - 小火車道（トロッコ道）
三中西側至二小東側的道路。因大正至昭和期間是運送多摩川砂石的小火車鐵道而得名。
- 高速道路
  - 中央自動車道
甲州街道北側，富士見町設有調布IC。農業高校實習場附近有高速巴士站深大寺巴士站（日语：深大寺バスストップ）。
  - 外環道（計畫中）
計畫通過國分寺崖線下側。預計建設中央高速、甲州街道交流道。

### 京王線連續立體交差事業
為了消除狛江通、三鷹通等道路平交道造成的交通堵塞而擬定的連續立體交差化事業。施行區間為京王線柴崎站 - 西調布站間（2808公尺）與相模原線調布站 - 京王多摩川站間（886公尺），國領站、布田站、調布站三站將地下化，並撤除18處平交道。事業主體為東京都。2003年3月批准，2012年8月19日完成地下化。目前正進行三站地下化與地面鐵道撤除工程，預計2014年完成。總經費約1149億日圓，由京王電鐵、國家、東京都、調布市四者分擔。

### 機場
- 調布飛行場

連結大島、新島、神津島等東京都諸島間的離島航空路線據點。平成4年7月由國家轉交東京都管理，平成13年3月成為正式飛行場（其他飛行場）。

## 地方媒體
- 地方廣播
  - 調布FM（日语：調布エフエム放送）

播送區域為調布市、狛江市全域，三鷹市、世田谷區、川崎市多摩區、稻城市、府中市、小金井市、武藏野市部分區域。
- 有線電視
  - J:COM 調布、世田谷（日语：J:COM 調布・世田谷） - J:COM East（日语：ジェイコムイースト）連結子公司

服務區域為調布市、世田谷區京王線部分沿線

## 公園
- 都立野川公園（日语：野川公園） - 1980年（昭和55年）6月開園

跨三鷹市與小金井市。原為國際基督教大學的高爾夫球場。
- 都立神代植物公園 - 深大寺周邊的植物公園

原是培育東京路樹的苗圃，1961年（昭和36年）改稱神代植物公園，為都內唯一的植物公園。

## 國家設施
- 獨立行政法人宇宙航空研究開發機構(JAXA) 本社、調布航空宇宙中心（日语：調布航空宇宙センター）
- 獨立行政法人電子航法研究所（日语：電子航法研究所）
- 獨立行政法人交通安全環境研究所（日语：交通安全環境研究所）
- 國立大学法人電氣通信大學

## 其他設施、建物
- 調布市文化會館「たづくり」

調布站南口。1995年完成。
- 調布市Green Hall（日语：調布市グリーンホール）

調布站南口。1977年完成。
- 調布市總合體育館 - 神代植物公園北側。
- Kokuty（コクティー） - 國領站北口前的地上34層、地下2層高樓。高118公尺。2004年10月完工時為多摩地域最高大樓（現為第三高樓）。除了市設施市民廣場Across，下層為商業設施、上層為住宅。Kokuty是市民公募所決定的暱稱，為「國領」與「City」的合成名。
- 調布市市民廣場「Across」（調布市市民プラザあくろす）

國領站北口Kokuty內。
- 兒童家庭支援中心「健康」（子ども家庭支援センターすこやか）

國領站南口KOKO SQUARE（ココスクエア）內。
- 青少年Station CAPS（キャプス）

西調布站。

## 產業

### 第1級產業
- 農業 JA MINDS（日语：マインズ農業協同組合） 昭和23年7月，府中市、調布市、狛江市成立各農協。平成4年4月1日，5農協合併為JA MINDS|。

### 第2級產業

#### 主要企業
- Hoppy Beverage（日语：ホッピービバレッジ） - 調布工場
- 島田理化工業 - 本社、東京製作所位於柴崎。

### 第3級產業
電影、影像相關企業多在本市南部。昭和10〜30年代為繁榮的電影之町。
近年市內IT企業逐漸增加。

#### 主要企業
- NTT東日本（日语：東日本電信電話）研修中心 - 入間町。約6萬坪的廣大建地，有業務進修設施與運動場等各式運動設備。
- 微軟 - 調布丘。調布技術中心大樓（CTC）。
- 三井住友信託銀行 - 調布丘。調布中心。
- 美國家庭人壽（日语：アメリカンファミリー生命保険） - 小島町。
- 和光堂（日语：和光堂）研究所 - 若葉町。
- CARECOM（ケアコム） - 本社、技術開發中心。
- 宏利金融 - 國領町。本社。
- 瑞穗信託銀行 - 國領町。
- 小田急巴士（日语：小田急バス） - 仙川。本社。
- 月兔Sauce（月兎ソース） - 入間町。

##### 電影、影像相關企業
- 角川大映攝影所（日语：角川大映スタジオ） - 多摩川。
- 日活攝影所（日语：日活撮影所） - 染地。
- TAKATSU（日语：高津装飾美術） - 國領町。高津電影裝飾與高津裝飾美術。為最大電影、戲劇用美術品企業。
- I-Art（日语：アイ・アール） - 佐須町。電視節目、廣告、活動等裝飾、小道具的美術制作。
- 白組 調布工作室 - 多摩川 。動畫、真人電影企劃、製作等。
- Malin Post-Production（日语：マリンポスト） - 多摩川 。電影、電視劇等後製。
- Marbling Fine Arts（日语：マーブリング・ファインアーツ） - 國領町 。電影、電視劇等特攝用迷你模型製作。
- EX PRODUCTION（エキスプロダクション） - 芝崎。視覺效果、活動特殊造形為主的製作公司。
- 岡安製作（日语：岡安プロモーション）  - 深大寺東町。電影與電視等影像編輯。
- 東寶舞台（日语：東宝舞台）衣裝部 - 富士見町。戲劇、電影等服裝製作、出租。
- 石原經紀（日语：石原プロモーション） - 布田。經紀公司、制作公司。
- Kuroki-Pro（クロキプロ） - 布田。電影、電視劇等製作。
- 富士軟片影像解決方案 - 柴崎。沖洗廠及相片展示設施《富士攝影藝廊調布》（富士フォトギャラリー調布）。
- 東京現像所（日语：東京現像所） - 富士見町 。1955年設立，為日本代表的電影影片沖洗廠、電影後製公司。
- 東映Labo Tech（日语：東映ラボ・テック） - 國領町 。東映集團旗下的知名電影影片沖洗廠、電影後製公司。
- 共進倉庫 - 飛田給。電影影片倉庫。

## 觀光

### 景點、古蹟
- 調布八景（ちょうふ八景） 為紀念市制30周年而指定
布多天神與市、調布不動尊與國領神社的千年藤、糟嶺神社與明照院、神代植物公園與深大寺、近藤勇史蹟與野川公園、四季的多摩川與花火、實篤公園與紀念館、上石原若宮八幡與はけの緑
- 深大寺
  - 深大寺城（日语：深大寺城）跡（國史跡）
  - 鬼太郎茶屋 - 深大寺元町。2003年秋開幕。『鬼太郎』相關商品。
- 調布市深大寺自然廣場 野草園 - 毎年6月にホタル観賞会を実施。
- 布多天神社（日语：布多天神社） - 祭神為少彥名神與菅原道真。延喜式內神社
- 國領神社（日语：國領神社） - 寺內有著名的「千年乃藤」。祭神為神産巢日神、天照大御神、建速須佐之男命。
- 青渭神社（日语：青渭神社） - 延喜式內神社
- 虎狛神社 - 延喜式內神社
- 新選組 近藤勇生家跡

### 文化團體
- 千川劇場市民合唱團（日语：せんがわ劇場市民アンサンブル）  - 2007年成立。
- 調布市民合唱團  - 1978年成立。
- 調愛樂樂團（調布フィルハーモニー管弦楽団） - 1981年成立。
- 日本巴哈古樂團（日语：バッハ・コレギウム・ジャパン）  - 2010年與調布市文化、社區振興財團簽訂相互合作協定。

### 體育隊伍
- FC東京 - 職業足球俱樂部。主場為味之素球場。
- 東京綠茵 - 職業足球俱樂部。主場為味之素球場。
- LIXIL DEERS（日语：リクシルディアーズ） - 美式足球X聯盟（日语：Xリーグ）
- 東京五夢（日语：東京サンレーヴス） - 職業籃球隊

### 博物館、美術館、劇場
- 仙川Avenue Hall“ve quanto ho......”（日语：仙川アヴェニュー・ホール“ve quanto ho......”） - 仙川町。2009年開館的表演廳。
- 調布市鄉土博物館
- 調布市仙川劇場（日语：調布市せんがわ劇場） - 仙川町。2008年開幕的市營劇場。
- 調布市立中央圖書館電影資料室 - 小島町。調布市文化會館內、1995年開放。
- 東京藝術博物館（東京アートミュージアム） - 仙川。2004年開館。
- 武者小路實篤紀念館、實篤公園 - 鄰接武者小路實篤房屋舊址的實篤公園，為收集保存武者小路實篤作品及資料的紀念館。

### 體育、娛樂設施
- 阿部拳擊館（日语：アベボクシングジム） - 布田。
- 味之素球場 - FC東京、東京綠茵主場。

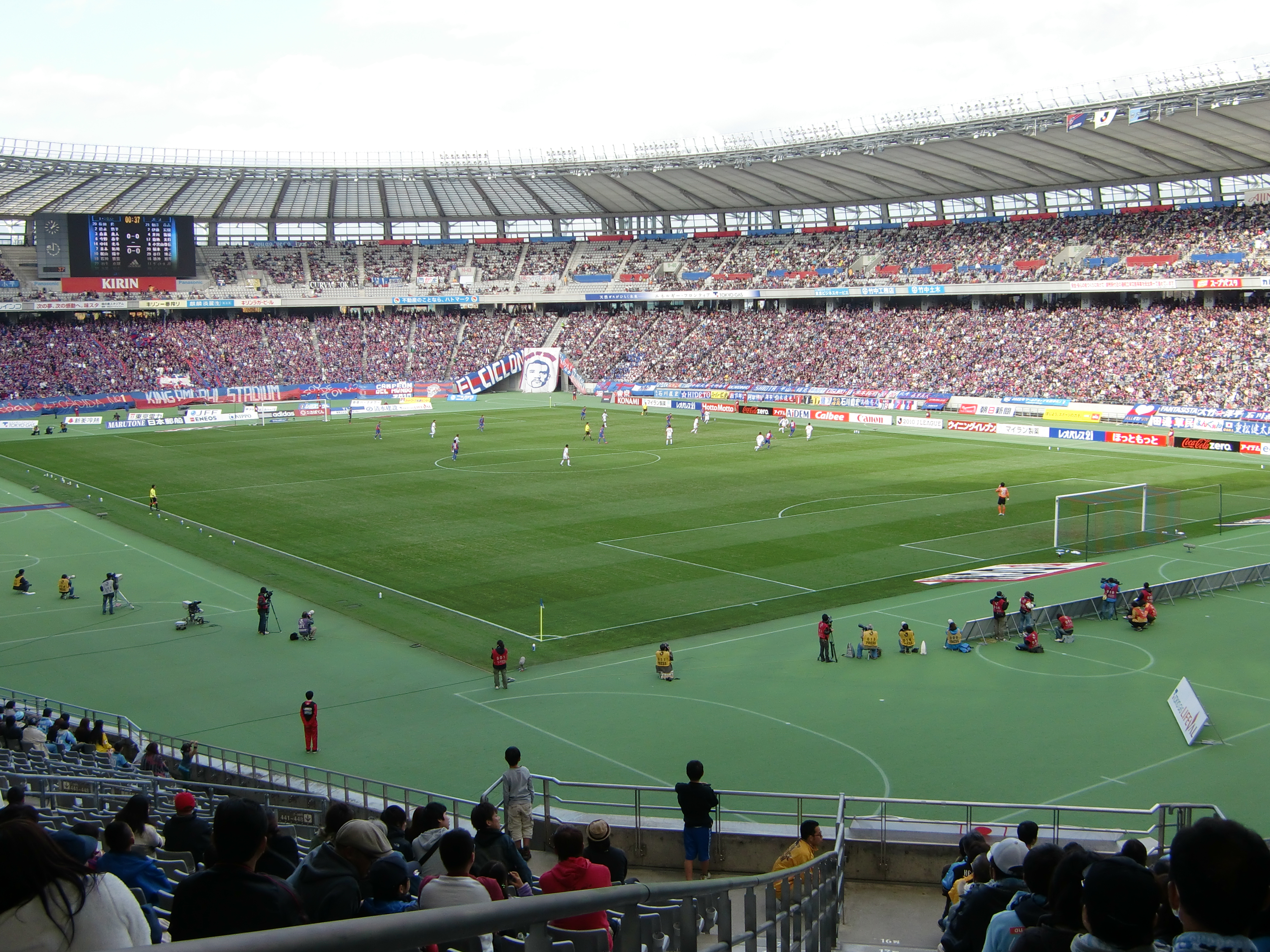
東京體育場

- amino VITAL運動場（アミノバイタルフィールド） - 鄰接味之素球場，為球技專用的補助運動場。主要作為美足場地。
- 味之素球場西競技場 - 2012年開放，鄰接味之素球場。
- aqlub調布（アクラブ調布）
- 京王閣競輪場（日语：京王閣競輪場）
- 京王網球俱樂部 - 多摩川。
- 京王花卉園ANGE（日语：京王フローラルガーデンANGE）
- 櫻田倶樂部東京網球學院（桜田倶楽部東京テニスカレッジ） - 深大寺元町。1981年設立。
- 財團法人調布市體育協會

營運調布市總合體育館等
- 調布基地跡地運動廣場
- 東寶調布運動園區（東宝調布スポーツパーク） - 多摩川。擁有高爾夫短期課程、高爾夫練習場、網球俱樂部等的複合式運動設施，由東寶共榮企業經營。面積約4萬坪。
- 三菱養和（日语：三菱養和）會調布運動場 - 染地。前三菱重工調布運動場。2003年（平成15年）開放。
- 樂天地五人制足球場調布 - 染地。

### 祭典、活動、地方振興活動
- 東京兒童電影節（日语：キンダー・フィルム・フェスティバル (東京)）  - 2008年起每年8月上旬舉行。
- 深大寺達摩市（深大寺だるま市，3月3日 - 4日） - 日本三大達摩市之一
- 深大寺短編戀愛小說「深大寺戀物語」公募事業 （页面存档备份，存于） - 2005年起進行的戀愛小說公募活動。
- 調布音樂祭（日语：調布音楽祭）
- 調布市民驛傳
- 調布電影節（調布フィルムフェスティバル）  - 每年3月舉行。
- 調布市花火大會（日语：調布市花火大会） - 在多摩川河川地舉行的花火大會。
參加人數約35萬人左右。

### 特產
- 深大寺蕎麥麵（日语：深大寺そば）

## 教育

### 小學校
- 市立
  - 第一小學校
  - 第二小學校
  - 第三小學校
  - 八雲台小學校
  - 富士見台小學校
  - 瀧坂小學校
  - 深大寺小學校
  - 上之原小學校
  - 石原小學校
  - 若葉小學校
  - 綠丘小學校（日语：調布市立緑ヶ丘小学校）
  - 染地小學校
  - 北之台小學校
  - 多摩川小學校
  - 杉森小學校
  - 調和小學校
  - 飛田給小學校（日语：調布市立飛田給小学校）
  - 柏野小學校
  - 國領小學校
  - 布田小學校

- 私立
  - 桐朋小學校（日语：桐朋小学校）
  - 晃華學園小學（日语：晃華学園小学校校）

### 中學校
- 市立
  - 調布市立調布中学校 - 富士見町。
  - 調布市立神代中學校（日语：調布市立神代中学校） - 佐須町。
  - 調布市立第三中學校（日语：調布市立第三中学校） - 染地。
  - 調布市立第四中學校（日语：調布市立第四中学校） - 若葉町。
  - 調布市立第五中學校（日语：調布市立第五中学校） - 上石原。
  - 調布市立第六中學校（日语：調布市立第六中学校） - 國領町。
  - 調布市立第七中學校（日语：調布市立第七中学校） - 八雲台。
  - 調布市立第八中學校（日语：調布市立第八中学校） - 仙川町。

- 私立
  - 桐朋女子中學校（日语：桐朋女子中学校・高等学校） - 若葉町。
  - 晃華學園中學校（日语：晃華学園中学校・高等学校） - 佐須。
  - 明治大學附屬明治中學校、高等學校（日语：明治大学付属明治中学校・高等學校） ‐ 富士見町。

### 高校
- 都立
  - 神代高等學校（日语：東京都立神代高等学校）
  - 調布北高等學校（日语：東京都立調布北高等学校）
  - 調布南高等學校（日语：東京都立調布南高等学校）
  - 都立農業高校（日语：東京都立農業高等学校）
- 私立
  - 桐朋女子中學校（日语：桐朋女子中学校・高等学校）
  - 晃華學園中學校（日语：晃華学園中学校・高等学校） - 佐須。
  - 明治大學附屬明治中學校、高等學校（日语：明治大学付属明治中学校・高等學校） - 富士見町。

### 大學
- 國立大學法人
  - 電氣通信大學 - 調布站北口。多摩川旁有運動場。
  - 東京外國語大學 - 味之素球場西側，校地跨調布、府中
- 私立
  - 桐朋學園大學 - 音樂大學。附設專攻戲劇的桐朋學園藝術短期大學。
  - 白百合女子大學 - 綠丘。
  - 東京慈惠會醫科大學國領校區 - 國領町。醫學科、看護科及附屬醫院。

### 其他
- 消防大學校（日语：消防大学校） - 深大寺東町。
- 日本美國學校（日语：アメリカンスクール・イン・ジャパン）（THE AMERICAN SCHOOL IN JAPAN）- 野水。

## 相關人物

### 歷史
- 近藤勇  - 新選組局長。
- 柴田勝重  - 江戶幕府旗本。上仙川村與中仙川村領主。

### 文化人
- 安部公房 - 小說家、劇作家、演出家。1959年至1993年居住於若葉町。
- 柘植義春 - 漫畫家。
- 水木茂 - 漫畫家。住在市內40多年。
- 武者小路實篤 - 文化人。市內有紀念館。

### 藝人、大眾媒體
- 菱美百合子 - 超人七號「友里安奴隊員」演員。調布站北口經營餐飲店。
- 布施明 - 歌手。本市出身。
- 竹野內豐 - 演員。本市出生，成長於埼玉縣所澤市。
- 三浦翔平 -演員、模特兒。本市出身。

### 體育
- 野上彰 - 職業摔角手。本市定居。
- 內柴正人 - 前柔道選手。2010年前定居於本市。雅典奧運、北京奧運金牌得主。2008年獲調布市市民體育榮譽賞。
- 中村忠 - 前日本國家足球隊代表。本市定居。
- 前田治 - 前日本國家足球隊代表。

## 外部連結
- 調布市網站 （页面存档备份，存于）（日語）
- 調布市観光協会 （页面存档备份，存于）（日語）